# Trestles
Trestles es una rompiente y zona de surf situada en San Clemente, California, Estados Unidos.

## Situación geográfica y origen

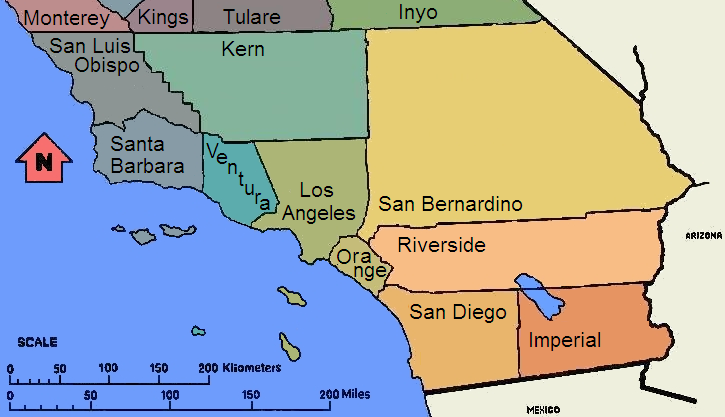
Trestles se encuentra en la línea costera que separa los condados de San Diego y Orange.

La rompiente de Trestles está situada 75 millas al sur de la ciudad de Los Ángeles, en la línea costera que separa los condados de San Diego y Orange. Según dicen muchos californianos, es una de las zonas de surf con mayor consistencia de olas de toda América. 
Trestles ("caballete") debe su nombre a dos puentes sobre los que cruza el tren al bajar a la playa.

## Características
Las olas son un híbrido entre beach-break y ola de barra y permiten hacer muchas maniobras. El fondo es de cantos rodados aunque hay agua suficiente para no darse con ellos.
Trestles lo forman varios picos: Cotton Point, Upper Trestles, Lower Trestles y Church. Cada uno de ellos rompe con una dirección de mar distinta y en distinta época del año. 
Trestles está situada al norte de una base de la marina norteamericana. El acceso a la playa estuvo restringido hasta 1971 fecha en que la marina cedió los terrenos al estado de California.
Hasta entonces, la historia de este lugar estuvo plagada de anécdotas de surfistas que tenían que esconderse para evitar que sus tablas fuesen conquistadas por la MP (Militar Police).
En una de ellas Steve Barilotti comenta en la revista especializada Surfing Greatest Misadventures, que los marines confiscaron tantas tablas que llegaron a tener una de las más importantes colecciones de tablas de surf del momento (los surfistas llevaban sus mejores tablas a Trestles) en la sala de objetos confiscados de Oceanside.
Nixon presionó a "la Navy" para que cediese la playa y el valle de Trestles al estado de California algo que ocurrió en 1971 y que, según Barilotti, fue la sentencia de muerte de Trestles.
Actualmente, Trestles es uno de los sitios predilectos para los surfistas de todo el mundo y es, una de las paradas del ASP World Tour en Norteamérica. Ésta prueba lleva celebrándose de manera oficial por la ASP desde el año 2000.

## Futuro en peligro
La autopista que saldrá desde el valle de San Mateo, justo detrás de Trestles, y que tiene previsto conectar con la carretera interestatal 5 hacia el sur, ha levantado un río de protestas en su contra. 
Y es que, si nada lo impide, los coches y el tráfico pesado cruzarán un paso elevado de más de 20 metros de altura que circunvalará un área de alto valor ecológico. 
Como se lamenta Steve Barilotti, "la dura realidad es que si el estado de California quisiese cuidar y respetar Trestles, lo habría devuelto a los marines."